# Alerion Clean Power
Alerion Clean Power S.p.A. è una società per azioni italiana quotata alla Borsa Italiana nell'indice FTSE Italia Small Cap (Borsa Italiana: ARN).
È uno dei principali operatori italiani nel settore della produzione di energia rinnovabile, in particolare nel settore eolico e nel solare.

## Storia
È stata fondata nel 1995 con il nome di IBI. Nel 2003 si quota in Borsa e diventa Alerion Industries S.p.A.. Il 29 aprile 2009 si trasforma in Alerion Clean Power S.p.A..

## Consiglio d'Amministrazione
- Presidente: Josef Gostner
- Vicepresidente e Amministratore delegato: Stefano Francavilla
- Amministratore Delegato: Patrick Pircher
- Consigliere: Germana Cassar
- Consigliere: Antonia Coppola
- Consigliere: Stefano D'Apolito
- Consigliere: Nadia Dapoz
- Consigliere: Carlo Delladio
- Consigliere: Elisabetta Salvani
- Consigliere: Pietro Mauriello

Dati aggiornati al 31 dicembre 2021 secondo comunicazioni Consob.

## Azionariato
L'azionariato comunicato alla Consob è il seguente:
FRI-EL GREEN POWER SPA: 93,759%
- FGPA SRL: 25,330%
- Fri-El Green Power SPA: 68,429%

## Dati societari
- Ragione sociale: Alerion Clean Power S.p.A.
- Sede Legale: Via Renato Fucini 4 - 20133 Milano
- Partita Iva: 01147231003